# Kermia
Kermia là một chi ốc biển, là động vật thân mềm chân bụng sống ở biển trong họ Conidae.

## Các loài
Các loài thuộc chi Kermia bao gồm:
- Kermia aegyptiaca Kilburn & Dekker, 2008[2]
- Kermia aglaia (Melvill, 1904)[3]
- Kermia albicaudata (Smith E. A., 1882)[4]
- Kermia albifuniculata (Reeve, 1846)[5]
- Kermia alveolata (Dautzenberg, 1912)[6]
- Kermia aniani Kay, 1979[7]
- Kermia benhami Oliver, 1915[8]
- Kermia bifasciata (Pease, 1860)[9]
- Kermia brunnea (Pease, 1860)[10]
- Kermia caletria (Melvill & Standen, 1896)[11]
- Kermia canistra (Hedley, 1922)[12]
- Kermia catharia (Melvill, 1917)[13]
- Kermia chichijimana (Pilsbry, 1904)[14]
- Kermia chrysolitha (Melvill & Standen, 1896)[15]
- Kermia clathurelloides Kilburn, 2009
- Kermia crassula Rehder, 1980[16]
- Kermia cylindrica (Pease, 1860)[17]
- Kermia daedalea [18]
- Kermia drupelloides Kilburn, 2009
- Kermia edychroa (Hervier, 1897)[19]
- Kermia eugenei Kilburn, 2009
- Kermia foraminata (Reeve, 1845)[20]
- Kermia geraldsmithi Kilburn, 2009
- Kermia granosa (Dunker, 1871)[21]
- Kermia harenula (Hedley, 1922)[22]
- Kermia informa McLean & Poorman, 1971[23]
- Kermia lutea (Pease, 1860)[24]
- Kermia melanoxytum (Hervier, 1896)[25]
- Kermia producta (Pease, 1860)[26]
- Kermia pumila (Mighels, 1845)[27]
- Kermia pustulosum (Folin, 1867)[28]
- Kermia pyrgodea (Melvill, 1917)[29]
- Kermia rufolirata (Hervier, 1897)[30]
- Kermia sagenaria Rehder, 1980[31]
- Kermia spelaeodea (Hervier, 1897)[32]
- Kermia subcylindrica (Hervier, 1897)[33]
- Kermia subspurcum (Hervier, 1896)[34]
- Kermia tessellata (Hinds, 1843)[35]
- Kermia thespesia (Melvill & Standen, 1896)[36]
- Kermia thorssoni Chang, 2001[37]
- Kermia tippetti Chang, 2001[38]